# Angus MacLane
Angus William MacLane (nació el 13 de abril de 1975 en Condado de Riverside, California, Estados Unidos) es un animador, director de animación y escritor estadounidense, conocido por sus labores como empleado en Pixar, donde trabaja desde la cinta A Bug's Life.

## Primeros años
MacLane creció en Portland, Oregón, y se graduó en la Escuela de Diseño de Rhode Island. Después, empezó a trabajar en Pixar desde 1997 en la cinta A Bug's Life como animador.

## Carrera
Comenzando como animador y artista de guion gráfico, ha progresado a convertirse en director de animación en WALL·E, dirigió el cortometraje BURN-E y también el cortometraje que forma parte de los Toy Story Toons, Small Fry. Recientemente dirigió el primer especial de TV de Pixar, basado en los personajes de Toy Story, Toy Story of Terror!, lanzado en Halloween del 2013. Él también es el creador de CubeDudes para la Compañía de LEGO. El 4 de junio del 2014, por medio de la cuenta de Twitter del director de la cinta Buscando a Dory, Andrew Stanton, se especificaba, de forma indirecta que MacLane, podría estar codirigiendo la secuela de Buscando a Nemo, Buscando a Dory, junto al propio Stanton.

## Filmografía

### Director y escritor
- 2008. BURN-E - (Cortometraje lanzado a video)
- 2011. Small Fry - (Cortometraje proyectado antes de Los Muppets)
- 2013. Toy Story de Terror - (Especial de TV de 22 minutos estrenado en ABC)
- 2016. Buscando a Dory - (Codirector)[4]
- 2022. Lightyear  - (Director)

### Animador o artista
- 1998. A Bug's Life. (Animador)
- 1999. Toy Story 2. (Animador y artista de guion gráfico)
- 2001. Monsters, Inc.. (Animador y artista de guion gráfico)
- 2003. Buscando a Nemo. (Animador)
- 2004. Los Increíbles. (Animador)
- 2005. El hombre orquesta. (Corto) (Supervisor de animación)
- 2007. Ratatouille. (Animador)
- 2008. WALL·E. (Director de animación y artista de guion gráfico)
- 2009. Up. (Animador)

### Actor de voz
- 2008. WALL·E. (Voz de BURN-E)
- 2011. Vacaciones en Hawaii. (Voz de Capitán Zip)
- 2011. Small Fry. (Varias voces)
- 2013. Toy Story of Terror!. (Voz de Oficial Wilson)
- 2016. Buscando a Dory (voz del pez, "Ten más cuidado")
- 2022. Lightyear (D.E.R.I.C. y los Cíclopes)